# Proročke knjige Williama Blakea
Proročke knjige engleskog pjesnika i umjetnika iz 18. stoljeća, Williama Blakea, serijal je dugačkih, međusobno povezanih pjesničkih radova utemeljenih na Blakeovoj vlastitoj mitologiji. Za njih je bilo rečeno "da su, proporcionalno svojoj vrijednosti, najmanje čitano poetsko djelo u engleskom jeziku". Iako je Blake bio zaposlen kao komercijalni ilustrator, ove je knjige, kao i njihove gravure, izradio kao produženi i uglavnom privatni projekt.

## Općenito
U ovim radovima, koji završavaju epom Jeruzalem - Emanacija velikog Albiona, proširio je svoju izmišljenu mitologiju (mitopeju). Mitopeja je uglavnom nadahnuta Biblijom; osim toga, često se o njoj raspravljalo zbog njezinog političkog i vjerskog sadržaja.
Iako Francuska revolucija iz 1791. godine nije ilustrirana i iako je se uglavnom ne uvrštava među proročke knjige, David V. Erdman smatra da odvajanje ovog djela iz zbirke uklanja ključ za razumijevanje Blakeove simbolike. Rad na drugom djelu, Vala ili četiri Zoe (iz 1797.), započelo je dok je Blake bio u Felphamu te je bilo odbačeno dok je još bilo u obliku skice; Northrop Frye o ovom je Blakeovom odbacivanju komentirao: "Svatko komu je stalo do poezije ili slika u [Valinoj] nedovršenosti vidi veliku kulturnu katastrofu".

### Recenzije
Proročke se knjige katkad odbacivalo zbog manjka smislenosti. Budući da je kritika tijekom 20. stoljeća bolje prihvatila Blakea, ovakav stav danas je rijedak među učenjacima engleske književnosti. Northrop Frye i Harold Bloom izjavili su da se može nadvladati teškoću čitanja Blakeovih proročkih radova i da je izraz "mističnosti" koji im se pripisuje uglavnom namjerno zamućivanje. "Mistično" u pjesničkom jeziku bilo je ekvivalentno "vizionarskome" u gravurama.
Blakeove proročke knjige, koje su do nedavno bile odbacivane, imale su problema s objavom, za razliku od njegovih liričkih pjesama, koje su bile smatrane direktnijima i uglavnom neproblematičnima.

## Kontinentalna proročanstva
Ciklus kontinentalnih proročanstva sastoji se od djela Amerika - proročanstvo (iz 1793.), Europa - proročanstvo (iz 1794.) te Pjesme o Losu (iz 1795.), koju pak čine dijelovi Afrika i Azija.
Amerika - proročanstvo dijeli se na Preludij (koji je dio mita o Orcu) i Proročanstvo, koje sadrži očit politički sadržaj preuzet iz Američke revolucije. Prvi stih Proročanstva pojavljuje se kao posljednji stih u Africi. S druge strane, Europa - proročanstvo sadrži neimenovani uvodni dio, Preludij s Orcom i Enitharmonom te Proročanstvo koje aludira na tadašnje događaje u ratnoj Europi. Poglavlje Azija u Pjesmi o Losu povezuje se s krajem Europe - proročanstva (pomoću riječi "zavijanje" ("howl")).

## Knjige
- Tiriel (oko 1789.)
- Knjiga o Theli (oko 1789.)
- Amerika – proročanstvo (1793.)
- Europa – proročanstvo (1794.)
- Vizije kćeri Albionovih (1793.)
- Knjiga o Urizenu (1794.)
- Knjiga o Ahaniji (1795.)
- Knjiga o Losu (1795.)
- Pjesma o Losu (1795.)
- Vala ili četiri Zoe (započeta 1797., nedovršena; odbačena oko 1804.)
- Milton - pjesma (1804. – 1810.)
- Jeruzalem - Emanacija velikog Albiona (1804. – 1820.)